# Holcim Awards
Le Holcim Awards est un concours international de projets de construction durable, qui se déroule en cycles bisannuel. Un montant de prix total de 1 000 000 dollars US est reparti entre les gagnants à chaque édition.

## Historique
La première édition du concours, appelé alors Holcim Awards, fut réalisée en 2005-2006. Après 4 éditions, et lors de la fusion entre Holcim Ltd. et Lafarge S.A. en juillet 2015, le concours a été renommé LafargeHolcim Awards pour son 5e cycle. Dès le sixième cycle, et pour suivre le groupe qui abandonne en mai 2021 le nom Lafarge, la competition reprend son nom original de Holcim Awards.

## Catégories et phases
La concours compte une seule catégorie de candidature. 
- La catégorie « Principale », ouverte aux projets de construction durable en architecture, urbanisme, paysagisme et infrastructure. Competition mondiale, elle se déroule entre 5 zones géographiques (Amérique du Nord, Amérique Latine, Europe, Afrique / Moyen-Orient et Asie Pacifique) et recompense 15 projets en total classes entre Or (Gold), Argent (Silver), et Bronze.

- Au cours des cycles de competitions, des prix ont été décérnés dans des catgéories qui n'ont pas survécu au rythme des concours. A part la catégorie « Next Generation » qui récompensait les projets d'idées des étudiants de chaque région et qui a été interrompu à l'occasion du septième cycle (2023).

## Jury
Plusieurs professionnels ont fait partie du jury pour chaque cycle, parmi lesquels se trouvent Alejandro Aravena, Mario Botta, Saskia Sassen, Charles Correa, Francis Kéré, Stuart Smith, Mohsen Mostafavi, Enrique Norten, Matthias Schuler, Brinda Somaya et Rolf Soiron.
Parmi les vainqueurs de la compétition, certains ont par la suite reçu le Prix Pritzker d'architecture:
| Nom               | Prix Holcim Awards | Prix Pritzker |
| ----------------- | ------------------ | ------------- |
| Wang Shu          | 2005               | 2012          |
| Alejandro Aravena | 2011               | 2016          |
| Francis Kéré      | 2012               | 2022          |

## Projets vainqueurs
| Année                                  | Gold (Or) | Silver (Argent) | Bronze (Bronze) |
| -------------------------------------- | --- | --- | --- |
| 2021 6e édition (Holcim Awards)        | Extending the Cycle in Switzerland, Winterthur, Suisse : Michèle Brand, Pascal Hentschel, Marc Angst, Kerstin Müller, Barbara Buser, Benjamin Poignon, Katrin Pfäffli - Baubüro in situ, Bale, Suisse, et Fachstelle Nachhaltiges Bauen, Amt für Hochbauten Stadt Zürich, Suisse. | Wetland Vitality in Colombia, Bogota, Colombie : Egdar Mazo, Sébastian Mejía, Louis Maria Van Asten, Santiago Hurtado, Gloria Aponte - Connatural, Medellín, Colombie                                                                                    | Cultural Interlude in Morocco, M’hammid El Ghizlane, Maroc : Aziza Chaouni, Azucena Guererro, Saba Besiso, Jeremy Schipper, Dana Salama, Veronica Gallego Sotello - Aziza Chaouni Projects, Toronto, Canada, et Batoul Faour, et Adriaan Hebly, Wanda Hebly - Sahara Roots Foundation, Pays-Bas, et Li Cheryl Wei - University of Toronto, John H Daniels Faculty of Architecture, Landscape & Design, Canada, et Abdeljlil Saadani - Abdeljlil Saadani BET. |
| 2018 5e édition (LafargeHolcim Awards) | Publicly-accessible water retention and treatment complex, Mexico, Mexique : Manuel Perló, Loreta Castro Reguera, Yvonne Labiaga, Elena Tudela, Víctor Luna, Fernando Gómez - Universidad Nacional Autónoma de México (UNAM), Mexico, Mexique ; Oscar Torrentera - HUVA Consultoría ; Julian Arroyo - D202, Mexico, Mexique ; Sara Sour - Virens Arquitectura Paisaje Ingeniería, Mexico, Mexique ; Gustavo Rojas - Área Común, Mexico, Mexique ; Néstor Rangel - Taller Capital, Mexico, Mexique ; José Antonio Poncelis et Jorge Compeán - GAIA, Los Angeles, États-Unis ; Alejandra Ramos - Mexico, Mexique ; Emilio Ponce - Mexico, Mexique ; Jetro Centeno - Mexico, Mexique ; Margarita Gorbea - Mexico, Mexique ; Oscar Díaz - Mexico, Mexique ; Lino Pau - Mexico, Mexique | Religious and secular complex, Dandaji, Niger : Mariam Kamara - atelier masomi, Niger ; Yasaman Esmaili - studio chahar, Iran | Community-driven neighborhood planning, Détroit, États-Unis : Constance C. Bodurow, Eric Mahoney - studio[Ci], Détroit, États-Unis ; Will Bright, David Cross - It Starts at Home (IS@H), Détroit, États-Unis ; Darrel West - Détroit, États-Unis ; Donald Carpenter - Great Lakes Stormwater Management Institute, Southfield, États-Unis ; Mark Hagerty - Michigan Solar Solutions, Commerce, États-Unis ; Nathaniel Autrey - DTE Energy, Détroit, États-Unis ; Mark Drotar - Détroit, États-Unis ; Meaghan Markiewicz - Détroit, États-Unis ; Drew Bradford - Détroit, États-Unis ; Paige Spagnuolo - Détroit, États-Unis ; Ruiyi Liu - Détroit, États-Unis ; Amin Toghiani - Détroit, États-Unis ; Yochen Pan - Détroit, États-Unis ; Tim Miller - Détroit, États-Unis ; Yu Zhu - Détroit, États-Unis ; Brandi Patterson - Détroit, États-Unis ; Cory Benjamin - Détroit, États-Unis ; Drew Mittig - Détroit, États-Unis ; Fares Ahmed - Détroit, États-Unis ; Lina Alosachie - Détroit, États-Unis ; Karl Seidman - Détroit, États-Unis ; Leigh Carroll - Détroit, États-Unis ; Grant Williams - Détroit, États-Unis ; Sam Jung - Détroit, États-Unis ; Kelly Blynn - Détroit, États-Unis ; David Musselman - Détroit, États-Unis |
| 2015 4e édition (Holcim Awards)        | UVA de La Imaginación water reservoirs, Medellin, Colombie : Mario Fernando Camargo Gómez et Luis Orlando Tombé Hurtado - Colectivo 720, Cali, Colombie | Community Library, Ambepussa, Sri Lanka : Milinda Pathiraja et Ganga Ratnayake - Robust Architecture Workshop, Colombo, Sri Lanka | The Dryline (Big U) flood protection, New York, États-Unis : Kai-Uwe Bergmann, Bjarke Ingels, Thomas Christoffersen, Daniel Kidd et Jeremy Siegel - BIG – Bjarke Ingels Group, New York, États-Unis ; Matthijs Bouw et Ivo de Jeu - One Architecture, Amsterdam, Pays-Bas ; Laura Starr, Stephen Whitehouse, Andrea Parker et Melon Wedick - Starr Whitehouse Landscape Architects and Planners, New York, États-Unis ; James Lima - James Lima Planning + Development, New York, États-Unis ; Steven Baumgartner - Buro Happold Engineering, New York, États-Unis ; Byron Stigge - Level Agency for Infrastructure, New York, États-Unis ; - One Architecture, Amsterdam, Pays-Bas ; Christina Kaunzinger - Green Shield Ecology, Bridgewater, États-Unis ; Edgar J. Westerhof - ARCADIS, États-Unis ; Daniel Payne - AEA Consulting, Beacon, États-Unis ; Prem Krishnamurthy - Project Projects, New York, États-Unis |
| 2012 3e édition (Holcim Awards)        | Secondary school, Gando, Burkina Faso : Diébédo Francis Kéré - Kéré Architecture, Berlin, Allemagne | Fábrica de Música public building, Grotão, São Paulo, Brésil : Alfredo Brillembourg et Hubert Klumpner - Urban-Think Tank (U-TT), São Paulo, Brésil | Flussbad Berlin, Berlin, Allemagne : Tim Edler et Jan Edler - realities:united, Berlin, Allemagne |
| 2009 2e édition (Holcim Awards)        | River remediation and urban development scheme, Fès, Maroc : Aziza Chaouni et Takako Tajima - Bureau EAST, Los Angeles, États-Unis | Greenfield university campus, Mékong, Vietnam : Kazuhiro Kojima - Coelacanth and Associates C+A, Tokyo, Japon, Sanuki Daisuke - Daisuke Sanuki Architectural Design Office, Tokyo, Japon et Vo Nghia - Vo Trong Nghia Co. Ltd, Ho Chi Minh City, Vietnam | Rural community, Beijing, Chine : Yue Zhang - Tsinghua University, Beijing, Chine, Feng Ni - Beijing Municipal Commission of Urban Planning, Beijing, Cgine et Lingbo Sun - Urbanenergy, Cambridge, MA, États-Unis |
| 2006 1re édition (Holcim Awards)       | Main Station, Stuttgart, Allemagne : Christoph Ingenhoven - Ingenhoven und Partner Architekten, Düsseldorf, Allemagne et Urban Integration Project, San Rafael-Unido, Caracas, Venezuela : Silvia Soonets, Isabel Pocaterra, Maria Pocaterra et Victor Gastier - Proyectos Arqui5, Caracas, Venezuela | Waterpower, Mulini, Italie : Luigi Centola - Centola & Associati, Salerne, Italie et Mariagiovanna Riitano - Université de Salerne, Salerne, Italie | Greening the Infrastructure at Benny Farm, Montréal, Canada : Daniel Pearl, Mark Poddubiuk et Bernard Olivier - L’OEUF (L'Office de L’Éclectisme Urbain et Fonctionnel), Montréal, Canada |

### Pages liées
- Holcim